# Garett Grist

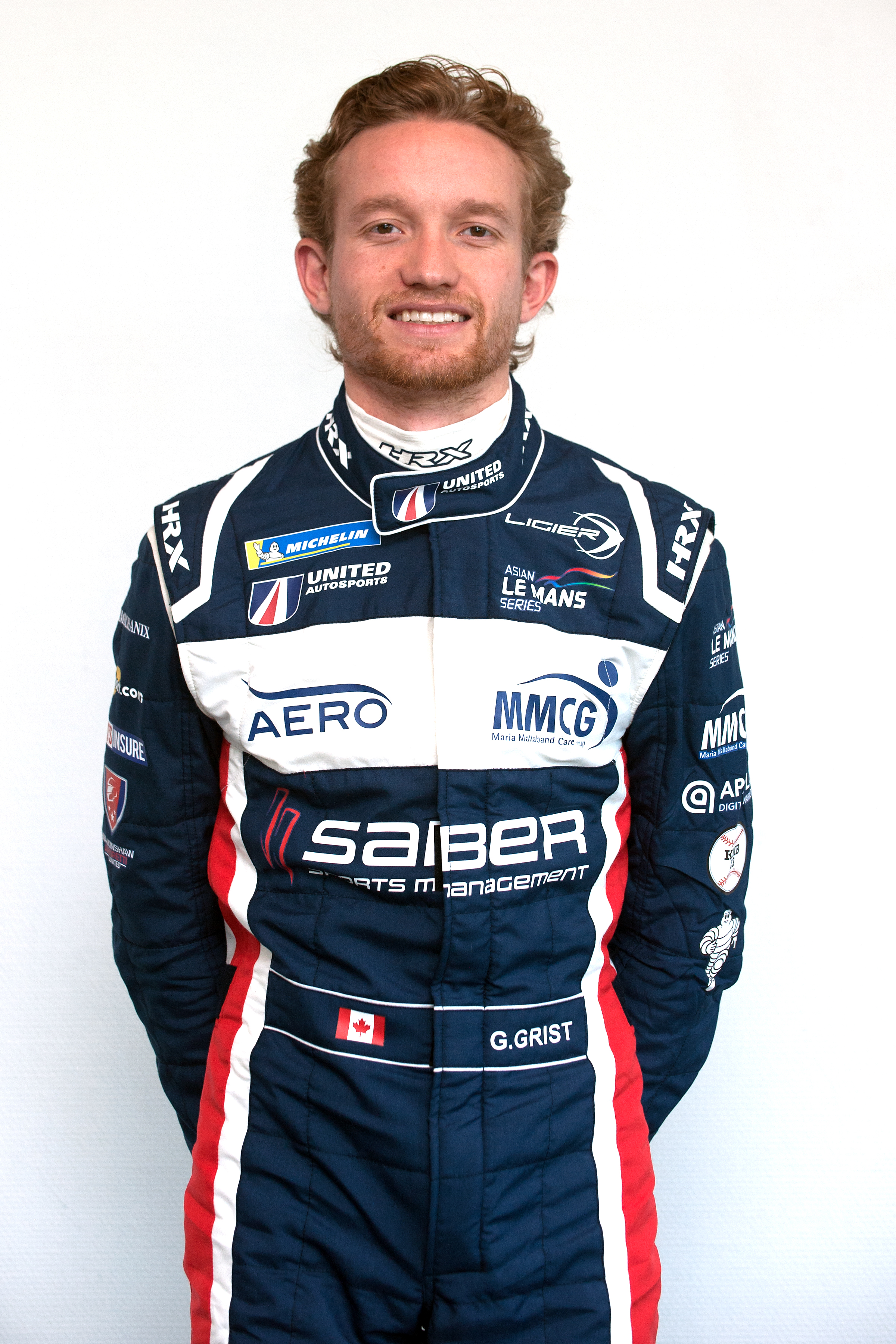
Garett Grist 2018

Garett Grist (* 9. April 1995 in Grimsby) ist ein kanadischer Automobilrennfahrer.

## Karriere
Grist begann seine Motorsportkarriere 2001 im Kartsport, in dem er bis 2010 aktiv blieb. Unter anderem wurde er 2009 kanadischer Kartmeister der Junioren. 2011 wechselte Grist in den Formelsport und wurde auf Anhieb Gesamtzweiter der Ontario Formel Ford. Zudem nahm er an einigen Rennen der Quebec Formula Tour teil. 2012 erhielt Grist bei Bryan Herta Autosport ein Cockpit in der F1600 Championship Series. Darüber hinaus trat er erneut zu Rennen der Quebec Formula Tour an und nahm am Formel-Ford-Einzelrennen teil.
2013 wechselte Grist zu Andretti Autosport in die U.S. F2000 National Championship. Zunächst erreichte er den vierten Platz der Winterserie. Anschließend wurde er mit einem Sieg Dritter der Hauptserie. 2014 blieb Grist bei Andretti Autosport und wechselte in die Pro Mazda Championship. Die Winterserie schloss er mit einem Sieg als Gesamtdritter ab. In der Hauptserie gelangen ihm zwei Siege und er lag am Saisonende auf dem achten Platz. Damit unterlag er intern seinem Teamkollegen Shelby Blackstock mit 199 zu 235 Punkten, obgleich dieser kein Rennen gewonnen hatte. Ferner bestritt Grist im Rahmen der RX Lites ein Rennen im Rallycross. 2015 wechselte Grist innerhalb der Pro Mazda Championship zu Juncos Racing. Zunächst belegte er den fünften Platz in der Winterserie. Anschließend wurde er mit drei Siegen Dritter der Hauptmeisterschaft.
2016 begann Grist das Jahr in der Pro Mazda Championship bei Juncos Racing. Nach sieben Rennen beendete er sein Engagement in der Serie, da die Meisterschaft von Aaron Telitz und Patricio O’Ward dominiert wurde. In der Gesamtwertung wurde Grist schließlich mit einem zweiten Platz als bestem Ergebnis Achter. Grist wechselte anschließend zum Team Pelfrey in die Indy Lights und bestritt neun Rennen auf Straßenkursen. Drei siebte Plätze waren hier seine besten Resultate und er erreichte den 15. Platz in der Fahrerwertung.

## Persönliches
Grist wuchs in Grimsby, Ontario auf.

## Statistik

### Karrierestationen
| - 2001–2010: Kartsport - 2011: Ontario Formel Ford (Platz 2) - 2011: Quebec Formula Tour (Platz 21) - 2012: F1600 Championship Series (Platz 4) - 2012: Quebec Formula Tour (Platz 31) | - 2013: U.S. F2000 National Championship, Winter (Platz 4) - 2013: U.S. F2000 National Championship (Platz 3) - 2014: Pro Mazda Championship, Winter (Platz 3) - 2014: Pro Mazda Championship (Platz 8) - 2014: RX Lites (Platz 26) | - 2015: Pro Mazda Championship, Winter (Platz 5) - 2015: Pro Mazda Championship (Platz 3) - 2016: Pro Mazda Championship (Platz 8) - 2016: Indy Lights (Platz 15) |

### Einzelergebnisse in der Indy Lights
| Jahr | Team         | 1   | 2   | 3   | 4   | 5   | 6    | 7    | 8    | 9   | 10  | 11  | 12  | 13  | 14  | 15  | 16  | 17  | 18  | Punkte | Rang |
| ---- | ------------ | --- | --- | --- | --- | --- | ---- | ---- | ---- | --- | --- | --- | --- | --- | --- | --- | --- | --- | --- | ------ | ---- |
| 2016 | Team Pelfrey | STP | STP | PHO | BAR | BAR | INDY | INDY | INDY | ROA | ROA | IOW | TOR | TOR | MDO | MDO | WGL | LAG | LAG | 102    | 15.  |
| 2016 | Team Pelfrey |     |     |     |     |     |      |      |      | 7   | 10  |     | 7   | 7   | 10  | 12  | 8   | 11  | 15  | 102    | 15.  |

### Le-Mans-Ergebnisse
| Jahr | Team           | Fahrzeug | Teamkollege  | Teamkollege   | Platzierung | Ausfallgrund |
| ---- | -------------- | -------- | ------------ | ------------- | ----------- | ------------ |
| 2020 | Nielsen Racing | Oreca 07 | Alex Kapadia | Anthony Wells | Rang 28     |              |

### Sebring-Ergebnisse
| Jahr | Team                 | Fahrzeug       | Teamkollege  | Teamkollege      | Platzierung | Ausfallgrund |
| ---- | -------------------- | -------------- | ------------ | ---------------- | ----------- | ------------ |
| 2017 | Starworks Motorsport | Oreca FLM09    | Sean Rayhall | Maxwell Hanratty | Rang 6      |              |
| 2022 | Jr III Racing        | Ligier JS P320 | Ari Balogh   | Dakota Dickerson | Rang 14     |              |
| 2023 | Jr III Racing        | Ligier JS P320 | Ari Balogh   | Dakota Dickerson | Ausfall     | Unfall       |

### Einzelergebnisse in der FIA-Langstrecken-Weltmeisterschaft
| Saison  | Team           | Rennwagen | 1   | 2   | 3   | 4   | 5   | 6   | 7   | 8   |
| ------- | -------------- | --------- | --- | --- | --- | --- | --- | --- | --- | --- |
| 2019/20 | Nielsen Racing | Oreca 07  | SIL | FUJ | SHA | BAH | AUS | SPA | LEM | BAH |
| 2019/20 | Nielsen Racing | Oreca 07  |     |     |     | 28  |     |     |     |     |